# Dutra (ur. 1948)
Dutra, właśc. José Dutra dos Santos (ur. 26 stycznia 1948 w Rio de Janeiro) – piłkarz i trener brazylijski, występujący podczas kariery na pozycji obrońcy.

## Kariera klubowa
Dutra karierę piłkarską rozpoczął w klubie Bonsucesso Rio de Janeiro, gdzie grał w latach 1968–1972, z krótką przerwą na grę w CR Vasco da Gama w 1969 roku. W 1972 roku występował w Remo Belém. W lidze brazylijskiej zadebiutował 9 września 1972 w zremisowanym 0-0 spotkaniu z Vitórią Salvador. W latach 1973–1974 występował w Vitórii Salvador, po czym wrócił do Remo.
Z Remo czterokrotnie zdobył mistrzostwo stanu Pará – Campeonato Paraense 1975, 1977, 1978 i 1979 roku. Ostatni raz w lidze Dutra wystąpił 12 marca 1980 w przegranym 0-3 meczu z Joinville EC. Ogółem w latach 1972–1980 wystąpił w niej w 160 meczach i strzelił 1 bramkę.

## Kariera reprezentacyjna
W 1968 roku Dutra uczestniczył w Igrzyskach Olimpijskich w Meksyku. Na turnieju Dutra był podstawowym zawodnikiem i wystąpił w dwóch meczach grupowych reprezentacji Brazylii z Hiszpanią i Nigerią.

## Kariera trenerska
Po zakończeniu kariery piłkarskiej Dutra został trenerem. Prowadził kilka brazylijskich klubów. W latach 1994–1997 prowadził tunezyjski Étoile Sportive du Sahel. Z Étoile zdobył mistrzostwo Tunezji w 1997, Puchar Tunezji w 1996, Afrykański Puchar Zdobywców Pucharów w 1997 i Puchar CAF w 1995 roku. Od 2010 jest trenerem marokańskiego Wydadu Casablanca.